# Loretta Harrop
Loretta Harrop, née le 17 juillet 1975 à Brisbane en Australie est une triathlète professionnelle, championne du monde de triathlon en 1999.

## Biographie
Loretta Harrop fait partie de la sélection nationale australienne entrainé par Brett Sutton avant que celui-ci ne soit exclue à vie du triathlon australien. Championne du monde en 1999, elle prend part aux Jeux olympiques d'été de 2000 à Sydney, elle termine cinquième de l'épreuve, ce sport faisant sa première apparition aux Jeux. Quatre ans plus tard aux Jeux olympiques d'été d'Athènes, elle obtient la médaille d'argent, battue de sept secondes par l'Autrichienne Kate Allen. Elle gagne douze épreuves de Coupe du monde durant sa carrière (Tiszaújváros et Noosa 1998, Tiszaújváros Ishigaki Lausanne et Gamagori 1999, Tiszaújváros 2000, Ishigaki 2001, Geelong et Gamagori 2002, Edmonton 2004, Mooloolaba 2005).
En mars 2012 Loretta Harrop est introduite dans le Hall of Fame de la fédération australienne de triathlon, avec Jackie Gallagher  et Emma Carney.

## Palmarès
Le tableau présente les résultats les plus significatifs (podium) obtenus sur le circuit international de triathlon depuis 1998.
| Année | Compétition                              | Pays      | Position | Temps           |
| ----- | ---------------------------------------- | --------- | -------- | --------------- |
| 2005  | Coupe du monde - l'étape de Mooloolaba   | Australie |          | 1 h 58 min 11 s |
| 2004  | Jeux olympiques - Athènes                | Grèce     |          | 2 h 4 min 50 s  |
| 2004  | Championnat du monde                     | Portugal  |          | 1 h 52 min 28 s |
| 2004  | Coupe du monde - l'étape d'Edmonton      | Canada    |          | 1 h 58 min 11 s |
| 2002  | Coupe du monde - Classement Général      |           |          |                 |
| 2002  | Coupe du monde - l'étape de Gamagori     | Japon     |          | 1 h 57 min 55 s |
| 2002  | Coupe du monde - l'étape de Geelong      | Australie |          | 2 h 1 min 35 s  |
| 2001  | Coupe du monde - Classement Général      |           |          |                 |
| 2001  | Coupe du monde - l'étape d'Ishigaki      | Japon     |          | 1 h 56 min 45 s |
| 2001  | Championnat d'Océanie                    | Australie |          | 1 h 59 min 44 s |
| 2000  | Coupe du monde - l'étape de Tiszaújváros | Hongrie   |          | 1 h 56 min 41 s |
| 1999  | Championnat du monde                     | Canada    |          | 1 h 55 min 28 s |
| 1999  | Coupe du monde - Classement Général      |           |          |                 |
| 1999  | Coupe du monde - l'étape de Lausanne     | Suisse    |          | 2 h 10 min 19 s |
| 1999  | Coupe du monde - l'étape de Tiszaújváros | Hongrie   |          | 1 h 56 min 41 s |
| 1999  | Coupe du monde - l'étape de Gamagori     | Japon     |          | 1 h 54 min 26 s |
| 1999  | Coupe du monde - l'étape d'Ishigaki      | Japon     |          | 1 h 59 min 45 s |
| 1998  | Coupe du monde - l'étape de Tiszaújváros | Hongrie   |          | 1 h 58 min 42 s |
| 1998  | Coupe du monde - l'étape de Noosa        | Australie |          | 1 h 59 min 39 s |